# Байгушева, Вера Северьяновна
Вера Северьяновна Байгушева или Янькова  в 1954—1962 гг. (род. 11 сентября 1928, Новочеркасск) — советский и российский учёный-палеонтолог (палеозоолог), специалист по крупным позднекайнозойским млекопитающим юга Восточной Европы, участник многих экспедиций, раскопок и международных научных конференций, кандидат геолого-минералогических наук.

## Биография
Родилась 11 сентября 1928 года в городе Новочеркасске. Воспитывалась в доме деда  Авдея Тимофеевича Инькова.
В 1938 году переехала с матерью в Ростов-на-Дону. Во время двух оккупаций находилась в этом городе. В 1946 году окончила десятилетку и поступила в Ростовский государственный университет на биолого-почвенный факультет. Училась успешно на кафедре ботаники. Одновременно посещала в течение одного года музыкальную школу по пению, а в 1947 г. прошла по конкурсу в Ростовское музыкальное училище, которое окончила в 1952 году с отличием. Ещё, учась в музыкальном училище, была приглашена в оркестр Г. М. Балаева, который выступал в кинотеатре «Спартак».
По окончании учёбы в Ростовском государственном университете, была оставлена в Ростове на самоопределении. В январе 1952 года зачислена штатным лектором в Ростовское городское лекционное бюро. Читала лекции естественно-научного направления. В апреле этого же года была направлена в Москву с целью повышения квалификации на два месяца. В 1954 году была освобождена от работы ввиду ликвидации должности. Лекционная деятельность, связанная с различными аудиториями, помогла выработать умение доносить научные знания доступным языком и свободно общаться с разными слоями населения. В дальнейшем, лекционная работа продолжалась как в музее, в РГУ, так и в обществе «Знание».
Поиски работы по биологической специальности закончились только 24 июня 1955 г., когда она была принята в Отдел природы Ростовского музея краеведения в качестве научного сотрудника. В то время директором музея был К. А. Величко, под руководством которого коллектив восстановил музей из руин. Деятельность по поискам наглядных пособий и экспонатов для экспозиции оказались, несмотря на маленькую зарплату, очень интересной. На строительство разрушенного войной Ростова требовалось много строительного материала. Для добычи песка стали усиленно разрабатывать песчаный карьер у пос. Ливенцовка (поселение, основанное братьями Ливенцовыми). Там, в отложениях древней реки нередко находили крупные кости животных. Учёному биологу-ботанику нужно было осваивать палеонтологию. Дипломная работа была связана с грибами-вредителями деревьев на кордоне Умпырь Кавказского заповедника. Новые объекты изучения стали хорошими экспонатами музея. Службе не помешало и рождение сына Янькова Олега в апреле 1956 г. и атрофия ног после родов. Справившись с нездоровьем, активно стала собирать остатки животных позднего плиоцена (ныне — ранний плейстоцен, возраст около 2,5 млн л.н.). Первое сообщение о коллекции ископаемых животных из Ливенцовского карьера появилось в 1959 г. К этому времени серийные находки заинтересовали сотрудников Палеонтологического, Геологического институтов Москвы и Зоологического института в Ленинграде: И. А. Дуброво, В. И. Громову, Е. И. Беляеву, К. К. Флёрова, В. И. Громова, Л. И. Алексееву, Н. К. Верещагина, В. Е. Гарутта, Э. А. Вангенгейм. Они постоянно помогали в изучении и, в свою очередь, получали для исследования новые материалы с берегов Дона и Приазовья. Поддерживались связи с коллегами из Киева (Е. Л. Короткевич) и Тбилиси (А. К. Векуа), которые предоставляли свои материалы для сравнения. В понимании геологии региона и поиска новых местонахождений (в частности, Порт-Катон) помогали И. А. Дуброво с супругом М. Н. Алексеевым, которые несколько раз приезжали на раскопки в Приазовье.
Сборы не ограничивались одним Ливенцовским карьером. В 1954 г. помогала Азовскому краеведческому музею раскапывать скелет трогонтериевого слона возле пос. Кагальник (Азовский район, Ростовская обл.). Проводились сборы костей у с. Порт-Катон. К ней стекались данные о находках остатков животных во время строительных работ в районе гг. Шахты, Таганрог, пос. Хапры, из абразионных берегов ст. Морская, Мержаново, Мокрый Чалтырь, ст. Вёшенской и др.
В 1968 году поступила в заочную аспирантуру кафедры геологии РГУ под руководством Е. Н. Семихатовой (РГУ) и В. Е. Гарутта (ЗИН АН СССР).
В апреле 1968 года защитила кандидатскую диссертацию по фауне млекопитающих Ливенцовки и Порт-Катона. В ноябре 1968 г. была присуждена степень кандидата геолого-минералогических наук.
Интерес к находкам в Ростовской области проявился в постоянной переписке с известным учёным Италии — Аугусто Аццароли, с которым познакомилась на Международном коллоквиуме по геологии и фауне нижнего и среднего плейстоцена Европы в 1969 г. в Молдавии и Одессе, показав фото ископаемого оленя. Он опубликовал ряд данных из Ливенцовки в итальянских изданиях. Остатки ископаемых лошадей были обработаны В. Айзенманн (Франция), А. Форстен (Финляндия), для чего они приезжали и работали в фондах РОМК.
Для поддержания материального положения семьи с 1959 года в свободное время работала штатной певицей в ряде ведущих эстрадных оркестров под руководством Ю. Ледковского и Г. М. Балаева, выступавших вечерами в кинотеатрах «Буревестник» и «Россия».
С 1964 года сосредоточила свои усилия на палеонтологической работе, получала от него постоянную геологическую осведомлённость, участвовала во Всесоюзных конференциях, геологических экскурсиях, и была переведена в музее на должность заведующего отделом природы.
В октябре 1970 года, при содействии тогдашнего ректора РГУ Ю. А. Жданова, была приглашена в качестве ассистента (териолога) на кафедру зоологии биолого-почвенного факультета РГУ, которой тогда руководил доцент Н. С. Олейников. Наряду с освоением предметов преподавания зоологии позвоночных, читала спецкурс палеонтологи позвоночных для студентов кафедры зоологии и два года для студентов-геологов. 30.10.1974 г. избрана по конкурсу в должности старшего преподавателя кафедры зоологии. В 1980 г. (30 июня) — и. о. доцента. Решением Высшей аттестационной комиссии от 24 февраля 1982 г. было присуждено учёное звание доцента по кафедре зоологии. Пять лет была нештатным заместителем декана биофака по вечернему и заочному обучению, что значительно отвлекало от палеонтологической деятельности.
Продолжались сборы ископаемых находок в Ливенцовском карьере и других местонахождениях. К ним привлекались студенты, которые на основании их, а также археозоологических сборов стали защищать курсовые и дипломные работы. Постоянного места хранения находок в университете руководством РГУ не было предоставлено. Много материала повреждалось при многочисленных перевозках из одного хранилища в другое. Но, несмотря на это, за несколько десятков лет накопился солидный палеонтологический материал, который в дальнейшем был передан в Азовский музей-заповедник.
За время работы на кафедре удалось заразить палеонтологией нескольких студентов. Первыми учениками стали Володя Литвиненко и Ирина Гордюшина (Форонова). Первый из них изучал находки ископаемых животных из местонахождения возле ст. Вёшенской, вторая — зубы архидискодонтных слонов из Ливенцовки. Первый, хоть и поступил в Таганроге на основное место работы в Городском парке, но собирал вокруг себя школьников, водил их на палеонтологические экскурсии, собирал кости и создавал коллекцию. До последних дней своей жизни он ездил в Вёшенскую и старался своими сборами восполнить потерю собранного им в студенческие годы материала, который был дан ему для написания дипломной работы. Ирина Владимировна Форонова сейчас — ведущий палеонтолог в Новосибирском академическом городке и её работы по ископаемым Кузбасса известны очень широко. Н. П. Калмыков после учёбы работал в Забайкалье, собрал огромную коллекцию плиоценовых ископаемых и сейчас является д.г.н., профессором. Безвозмездно приняла участие в обучении студента кафедры зоологии В. Титова, который в последующем защитил кандидатскую диссертацию по крупным млекопитающим позднего плиоцена (=раннего плейстоцена) на основании материала из Ливенцовского карьера, собранного ею за многие годы работы в РОМК и РГУ.
Работая с определением и описанием ископаемых животных, ещё в РОМК была привлечена к археозоологическим исследованиям на территории Ростовской области. Первоначально определяла кости домашних и диких животных с ленинградскими археологами — С. И. Капошиной (Кобяково городище), И. Б. Брашинским (Елизаветовское городище), Э. А. Шерафутдиновой (Нижне-Гниловское городище), а затем и ростовскими — В. Г. Житниковым, В. П. Копыловым, В. Е. Максименко, В. Я. Кияшко и др. Воспитала археозоологов Ю. И. Мягкову, Л. В. Яворскую, Г. И. Тимонину, А. А. Благуш. Способствовала обучению антропологии Е. Ф. Батиевой, единственного на данный момент антрополога в Ростовской области.
В 1990 году оппонировала на защите кандидатской диссертации И. В. Фороновой по ископаемым Кузбасса. В 1989 г. приглашена А. П. Окладниковым на определение костного археологического материала на Алтай близ Денисовой пещеры.
В 1991 году в январе, в связи с сокращением штатов, была уволена из РГУ. 3 января 1991 года вышла на пенсию.
В мае 1991 года была приглашена в качестве экскурсовода на теплоход «Тихий Дон», который работал в бассейнах Дона, Волки и Камы. Освобождена в октябре месяце в связи с ремонтом теплохода в Германии, где он и остался в те годы в качестве гостиницы. Появилось много времени для описания собранных коллекций, для докладов о них на совещаниях по изучению мамонтов и мамонтовой фауны в Ленинграде, на сессиях Всероссийского палеонтологического общества, Всероссийского териологического общества и др. В 1995 г. приняла участие в Первом международном мамонтовом совещании в Санкт-Петербурге с докладом «К истории териофауны Северо-Восточного Приазовья». Из-за отсутствия средств добиралась туда в почтовом вагоне. В 1996 г. делала доклад на VIII конференции по международным отношениям в бассейне Чёрного моря в древности и средние века. В 2004 г. побывала на Четвертичном совещании в Ваймаре (Германия), в 2010 г. — на мамонтовом совещании в Ле Пью ен Валье (Франция). В 2011 г. была на мамонтовом совещании в Якутии.
В 2011 году была на совещании в Алма-Ате.
С 1995 года сотрудничала с Азовским музеем с целью определения и описания коллекций ископаемых организмов. С января 1997 г. была зачислена в штат Азовского музея-заповедника и выезжала с другими сотрудниками в Японию, где была организована выставка палеонтологических находок на туристической базе «Русская деревня» близ города Ниигата.

## Семья
Сын — Олег Яньков (1956—1985).
- Муж (с 1964) — Г. Н. Родзянко (1908—1982)[уточнить].

## Членство в организациях
- Палеонтологическое общество РАН
- Комиссия по изучению четвертичного периода

## Новые виды
Список описанных В. С. Байгушевой новых таксонов животных:
- Pontoceros ambiguus Verestchagin, Alexeeva, David and Baigusheva, 1969
- Anancus arvernensis alexeevae Bajguscheva, 1971
- Equus (Allohippus) livenzovensis Bajgusheva, 1978
- Palaeotragus (Yuorlovia) priasovicus Godina, Baigusheva, 1985
- Eucladoceros dicranios tanaitensis Baygusheva, Titov, 2013

Виды, названные в честь учёного:
- Gonodera baygushevae Nabozhenko, Chigray, 2018 — новый вид, ископаемые Пыльцееды из балтийского янтаря[7]